# 德吕贝克
德吕贝克（法語：Drubec，法語發音：[dʁybɛk] ⓘ）是法国卡尔瓦多斯省的一个市镇，位于该省东北部，属于利雪区。

## 地理
德吕贝克（49°15'39"N, 0°6'29"E）面积3.14 平方千米，位于法国诺曼底大区卡爾瓦多斯省，该省份为法国西北部沿海省份，北濒大西洋英吉利海峡，东北与滨海塞纳省以海上边界相接，东临厄尔省，南至奧恩省，西与芒什省接壤。
与德吕贝克接壤的市镇（或旧市镇、城区）包括：欧日地区博蒙、克拉尔贝克、瓦尔瑟梅。

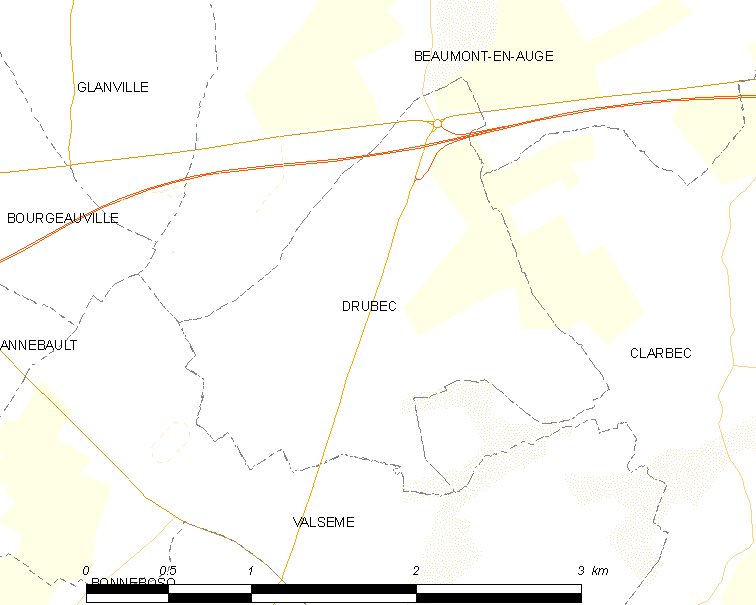
德吕贝克的OSM定位图

德吕贝克的时区为UTC+01:00、UTC+02:00（夏令时）。

## 行政
德吕贝克的邮政编码为14130，INSEE市镇编码为14230。

## 政治
德吕贝克所属的省级选区为梅济东瓦莱多日县。

## 人口

1962-2008年间德吕贝克人口变化图示

德吕贝克于2022年1月1日时的人口数量为111人。